# Leszek Kamiński (koszykarz)
Leszek Kamiński (ur. 5 marca 1929 w Warszawie, zm. 3 października 2012 w Warszawie) – polski koszykarz, reprezentant Polski, pięciokrotny mistrz Polski, występujący na pozycji centra.

## Kariera sportowa

### Zawodnik

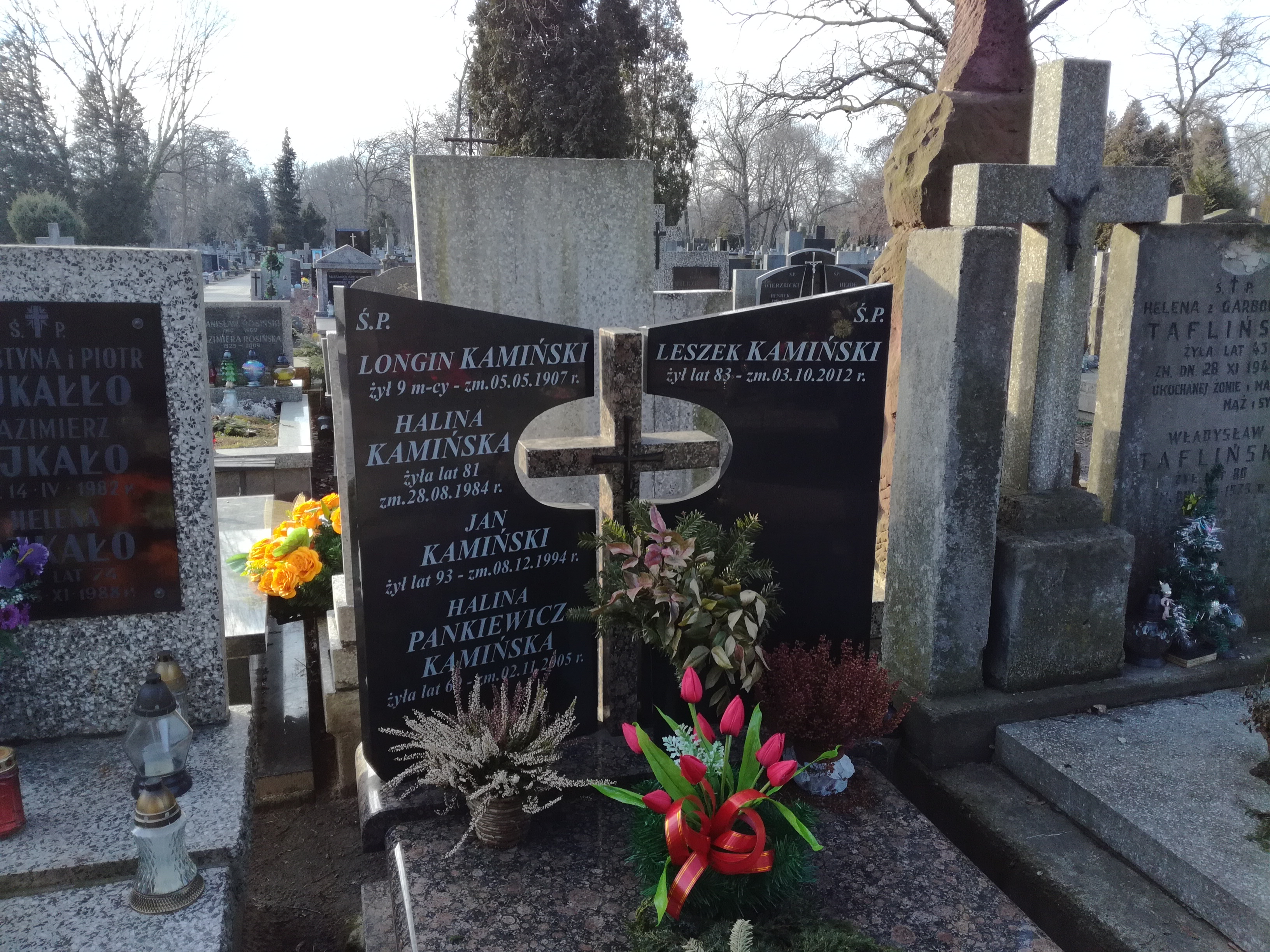
Grób Leszka Kamińskiego na cmentarzu Bródnowskim

W I lidze debiutował w barwach AZS Warszawa w sezonie 1949/1950, występował w nim również w sezonie 1950/1951, ale w trakcie sezonu (po 5 kolejce) został powołany do służby wojskowej i przeszedł do Legii Warszawa (wówczas CWKS). Z Legią Warszawa debiutował w ekstraklasie w sezonie 1951/1952 i następnie z nią odniósł swoje największe sukcesy, czterokrotnie mistrzostwo Polski (1956, 1957, 1960, 1961). trzykrotnie wicemistrzostwo (1953, 1955 i 1958), brązowy medal mistrzostw Polski w 1952 i 1962. Przez wiele lata był kapitanem swojego zespołu. W lidze zasłynął jako pierwszy zawodnik, który zdobywał punkty bezpośrednio wsadem do kosza. Karierę zawodniczą zakończył w II-ligowej Lubliniance w sezonie 1962/1963. Następnie powrócił do Legii i był tam działaczem sekcji koszykarskiej.
W reprezentacji Polski seniorów wystąpił 67 razy w latach 1950–1956, zdobywając 442 punktów. Wystąpił m.in. na mistrzostwach Europy w 1955, zajmując z drużyną 5 miejsce.
W 2012 został uhonorowany miejscem w Galerii Sław Koszykarskiej Legii. Pochowany na cmentarzu Bródnowskim w Warszawie (kwatera 10E-3-2).